# Бернатович II
Бернатович II (Вірність, пол. Bernatowicz II, Wierność) — шляхетський герб, різновид герба Труби з нобілітації.

## Опис герба
Опис згідно з класичними правилами блазонування: У блакитному полі три труби мисливські чорні з набитками і золотими мотузками, в трискеліон, що примикають устям (мундштуками).
У клейноді п'ять пір'їн страуса, на яких покладено два золоті гусині пера в косий хрест. Намет блакитний, підбитий золотом.

## Найбільш ранні згадки
Наданий в 1768 року Якубу Бернатовичу, секретарю князів Міхала Радзивілла і Кароля Радзивілла. Радзивілли надали Бернатовичам власного герба з відмінами.

## Роди
Бернатовичі (Bernatowicz).